# Нелансея
Нелансея (норв. Nerlandsøya) — острів в муніципалітеті Герей у фюльке Мере-ог-Ромсдал, Норвегія.

## Опис

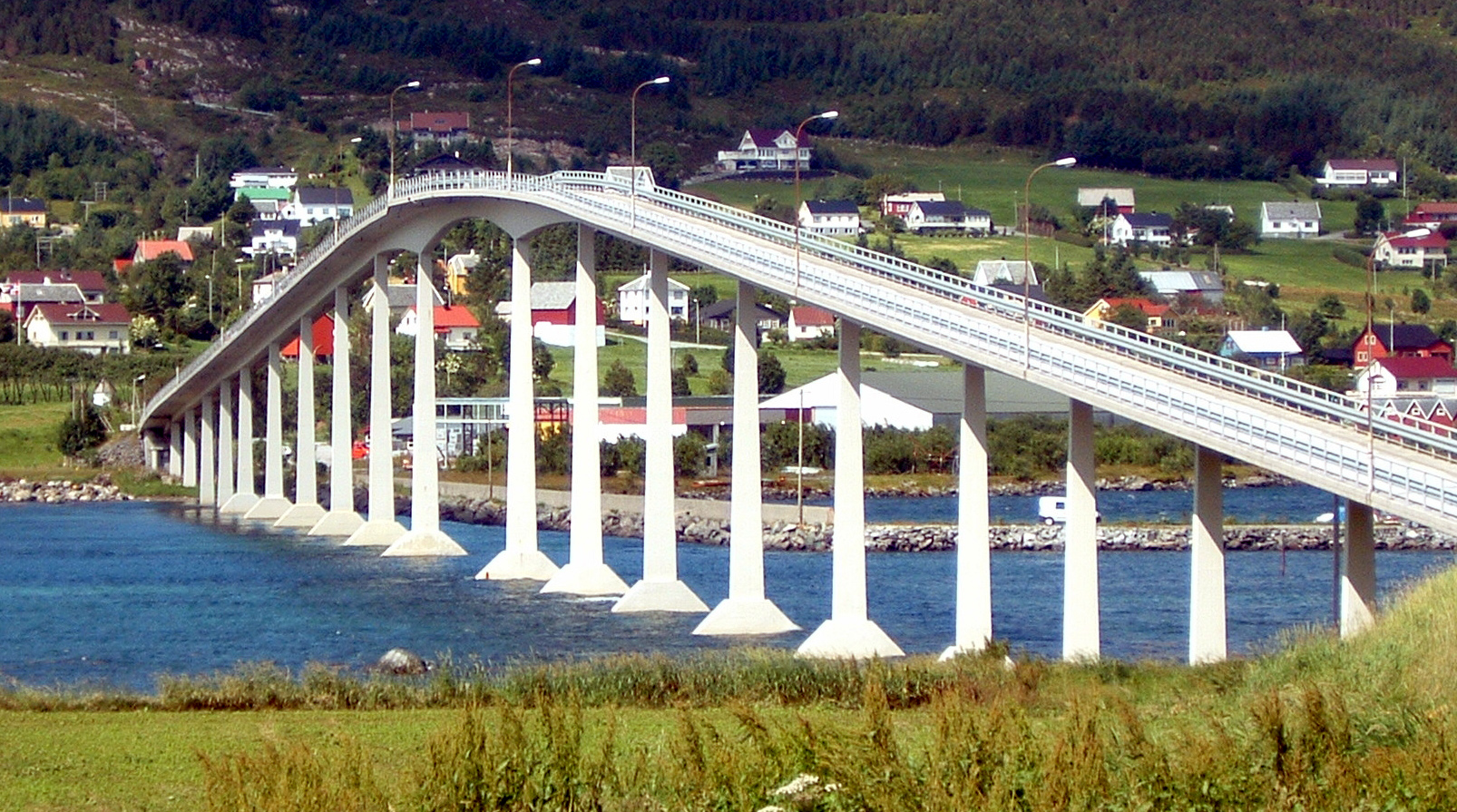
Міст Нелансей

Острів розташований на північний захід від міста Фоснавог на острові Бергсея, з яким Нелансея з'єднана 450-метровим мостом Нелансей, збудованим в 1968 році. На заході від Нелансеї лажить ненаселений острів Скорпа, а на півдні — острови Фловер.
Острів має площу 14,6 км2. Найвища точка острова — гора Стореварден, висота якої становить 430 метрів над рівнем моря. 
У 2015 році на острові проживало 888 жителів. Найбільшим поселенням на острові є село Квалсун.

## Історія
У 1920 році, в болоті біля села Квалсун на острові Налансея було виявлено залишки Квалсунського корабля (норв. Kvalsundskipet) — веслового судна завдовжки біля 18 метрів. За допомогою дендрохронологічного аналізу корабель був датований 780—800 роками нашої ери, тобто його було збудовано на світанку Доби вікінгів. Залишки корабля демонструються в Морському музеї міста Берген.